# Millard Mitchell
Millard Mitchell (14. srpna 1903 Havana – 13. října 1953 Santa Monica) byl americký herec, držitel Zlatého glóbu za nejlepší mužský herecký výkon ve vedlejší roli.

## Kariéra
V letech 1931 až 1936 hrál v osmi filmech. Po šestileté pauze se v roce 1942 vrátil k filmu. Za svůj výkon ve filmu My Six Convicts (1952) získal Zlatý glóbus za nejlepší mužský herecký výkon ve vedlejší roli.
Dále se také proslavil rolí plukovníka Rufuse Plummera ve filmu Billyho Wildera Zahraniční aféra (1948), velícího důstojníka Gregoryho Pecka ve válečném dramatu Přímo nad hlavou (1949), hajného Frankieho Wilsona ve filmu Winchester '73 (1950), fiktivního filmového magnáta R. F. Simpsona v hudební komedii Zpívání v dešti (1952) a nešťastného starého prospektora ve filmu Colorado Jim (1953). Kromě filmu často hrál i na Broadwayi.

## Osobní život
Millard Mitchell se narodil americkým rodičům, dne 14. srpna 1903 v Havaně na Kubě. V roce 1942 se oženil s herečkou Peggy Gouldovou. Společně měli dvě dcery, Mary Ellis a Margaret. Jejich dcera Margaret Schpaková je známou hollywoodskou návrhářkou šperků.

### Smrt
Zemřel 13. října 1953 ve věku 50 let na rakovinu plic v nemocnici svatého Jana v Santa Monice v Kalifornii. Pohřben byl na hřbitově Holy Cross Cemetery v Culver City v Kalifornii.

## Filmografie (výběr)
- Zahraniční aféra (1948)
- Přímo nad hlavou (1949)
- Winchester '73 (1950)
- Zpívání v dešti (1952)
- My Six Convicts (1952)
- Colorado Jim (1953)